# シイダブリュウブイ
株式会社CWV（英称:CWV Co.,Ltd.、旧社名:有限会社シイダブリュウブイ）は、テレビ番組の企画・取材、撮影、制作を行う制作プロダクション、ニュースプロダクションである。
特に、国内外の映像、出版メディア向けに、国内外の事件、事故、事象について、取材、調査報道、番組制作活動を行っている、報道に特化したプロダクションである。
主にテレビ番組の報道番組やドキュメンタリー番組の制作を行っている。CWVは、Creative World Vision の略。

## 主な制作協力番組
日本テレビ
- NNNニュースプラス1（-2006年3月）
- NNN Newsリアルタイム
- news every.
- NNNきょうの出来事（-2006年9月）
- NEWS ZERO → news zero
- 真相報道 バンキシャ!
- 報道特捜プロジェクト（-2009年3月）
- 特命記者 “激撮”スペシャルアナタを狙う悪徳サギ 全部撮った!最新マル秘手口
- ジカアタリ!〜気になるニュ〜ス〜
- ACTION 日本を動かすプロジェクト

NHK
- BSドキュメンタリー

CNN
トムソン・ロイター
ニコニコ動画
月間宝島